# Cayo Norbano Flaco (cónsul 24 a. C.)
Cayo o Gayo Norbano Flaco  fue un senador romano de la época de Augusto que alcanzó el consulado en 24 a. C..

## Biografía
Era nieto de Gayo Norbano Balbo, cónsul en 84 a. C., e hijo de Gayo Norbano Flaco, amigo personal de Augusto y cónsul en 38 a. C.. La influencia de su padre hizo que alcanzase el honor de Consul ordinarius en 24 a. C. teniendo como colega al propio emperador Augusto. Entre 18 a. C. y 17 a. C. fue procónsul de la provincia Asia, cargo que también había desempeñado su padre. 
Las actas de los juegos seculares lo mencionan como Quindecimviri sacris faciundis en 17 a. C., presidido por el propio Augusto.
Su descendencia consistió en una hija, Norbana Clara, y dos hijos, Gayo Norbano Flaco y Lucio Norbano Balbo, cónsules en 15 y 19, respectivamente, ya bajo Tiberio.